# Klášter a nemocnice svaté Alžběty (Praha)
Klášter svaté Alžběty Na Slupi s přilehlým kostelem Panny Marie Sedmibolestné a nemocnicí svaté Alžběty je rozlehlý objekt v ulici Na Slupi 448/6 na Novém Městě v Praze 2.
Nemocnice sv. Alžběty Na Slupi s.r.o. je církevní zdravotnické zařízení, které se nachází v části budovy kláštera alžbětinek v Praze 2. Provoz nemocnice navazuje na činnost kláštera alžbětinek Na Slupi založeného v 18. století.

## Dějiny kláštera a nemocnice
Vznik pražského alžbětinského kláštera se špitálem pro ženy iniciovalo několik dam z českých šlechtických rodů Thunů, Černínů, Valdštejnů, Schönkirchů a dalších. Důvodem byl nedostatek zařízení pro ošetřování nemocných po poslední morové epidemii. Zpočátku čítal špitál jen 6 a později 12 lůžek.
Klášter byl založen roku 1719 jako filiace vídeňského kláštera svaté Alžběty, ze kterého byly do Prahy vyslány dvě řeholnice, Angelika a Johanna. Řeholní sestry se staraly o nemocné, ale protože řádové regule sestrám zakazovaly léčit za úplatu, brzy se instituce dostala do finančních potíží.
Nemocnice byla založena 26. ledna 1722 zakládací listinou císaře Karla VI., v níž řádu alžbětinek povolil zakoupení novoměstského pozemku v místě zvaném Na Slupi pro výstavbu kláštera. Součástí kláštera měla být nemocnice, která by nabízela bezplatnou péči o nemocné ženy. Důvodem pro založení nové nemocnice byl nedostatek zařízení pro ošetřování nemocných po poslední morové epidemii. Zpočátku čítal špitál jen 6 a později 12 lůžek.
Autorem stavebního projektu kláštera s nemocnicí a jeho realizací byl pověřen architekt a stavitel Kilián Ignác Dientzenhofer. V letech 1726–1732 byla s finanční podporou několik dam z českých šlechtických rodů (Thunů, Černínů, Valdštejnů, Schönkirchů a dalších) postavena budova kláštera a souběžná výstavba nemocnice byla zahájena 8. dubna 1728. Významná pomoc přišla zejména od zámožné hraběnky Marie Markéty z Valdštejna (rozené Černínové z Chudenic), která se tak stala fundátorkou rozsáhlých budov kláštera, špitálu i kostela Panny Marie.
Slavnostní položení základního kamene se konalo 8. srpna 1724. Nemocnice byla ve své době významná zejména tím, že zde, na rozdíl od ostatních tehdejších špitálů, poskytovali lékařskou péči vystudovaní lékaři.
Dle duchovního hesla sester alžbětinek „Cokoliv jste učinili jednomu z těchto mých nepatrných bratří, mně jste učinili“ z Matoušova evangelia, dostávalo se nemocným jak tělesného ošetření také duchovního povzbuzení od řádových sester, lékaře a ranhojiče.
Nemocnice měla svého času prostorově největší nemocniční sál v Praze, přesahující dvě patra. Lékař nemocnice J. Lenz jej popsal takto: „Vzhled sálu činí spíše dojem mohutné lodi chrámové, neb umělecké obrazárny než síně utrpení a bolesti.“ V první polovině 19. století se o pacienty staralo 44 řeholních sester.
Svého největšího rozkvětu nemocnice dosáhla ve 30. letech 20. století, kdy byla zmodernizována a stala se významným vědeckým a fakultním pracovištěm.
Po nástupu komunistů k moci v roce 1948 byla nemocnice znárodněna. Ještě nějakou dobu po komunistickém převratu v Československu směly řádové sestry a alžbětinky vykonávat pečovatelskou službu, poté musely, 3. září 1957, definitivně odejít a byly internovány v Broumově. V roce 1957 byl také zlikvidován velký sál a stavebně rozdělen na jednotlivé místnosti.

## Současnost

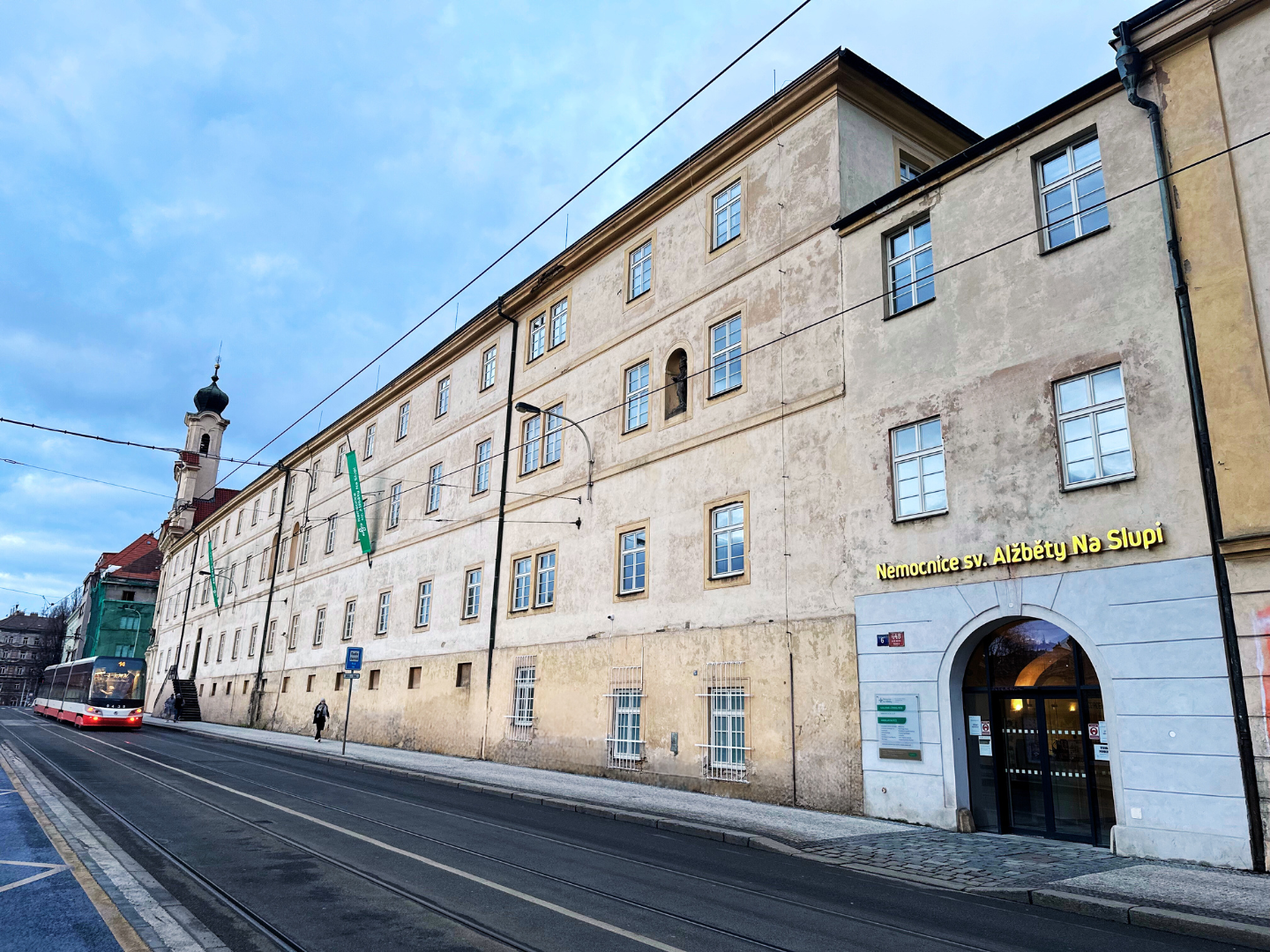
Nemocnice sv. Alžběty Na Slupi

Nemocnice je dnes opět spojena s klášterem řádu alžbětinek, kterým byl objekt na základě restitučního nároku po roce 1989 po více než čtyřiceti letech navrácen. V roce 1993 vznikl nový subjekt s názvem Nemocnice sv. Alžběty Na Slupi s.r.o., za účelem poskytování zdravotnických služeb, a zejména s důrazem na oblast tzv. následné péče. Ošetřovatelskou činnost však již poskytují většinou civilní sestry.
Nemocnice poskytuje jak ambulantní, tak dlouhodobou zdravotnickou péči a poskytuje následnou lůžkovou péči pacientům z Prahy a okolí, přicházejícím k doléčení po akutních hospitalizacích, operacích či při zhoršení zdravotního stavu v domácím prostředí.
Nemocnice poskytuje také ambulantní péči celé řady odborných lékařů. Moderní plicní ambulance nabízí komplexní vyšetření plic včetně postcovidového screeningu. Na následky prodělání onemocnění covid-19 se zaměřují i ambulance neurologie a rehabilitační lékařství. Na podzim roku 2023 otevřela nemocnice moderní ambulanci chronických ran.
Ambulantní péče navazuje a doplňuje svými obory potřeby pacientů následné lůžkové péče. V současnosti jsou pro pacienty v rámci polikliniky k dispozici tyto ambulance:
- Praktické lékařství
- Ambulance chronických ran
- Vnitřní lékařství - interna
- Fyzioterapie a rehabilitace
- Kardiologie, vč. echokardiografie
- Pneumologie
- Neurologie
- Gastroenterologie, vč. endoskopie
- Geriatrie
- Rehabilitační a fyzikální medicína
- Alergologie a klinická imunologie
- Respirační fyzioterapie

V roce 2023 získala nemocnice ocenění Podnik podporující zdraví jako první nemocnice následné péče v České republice a v roce 2024 získala nemocnice Akreditaci Bezpečí a kvality od České společnosti pro akreditaci ve zdravotnictví.
V říjnu 2024 otevřela Nemocnice sv. Alžběty nově zkrevitalizovanou klášterní Rajskou zahradu, která bude sloužit především pacientům pro jejich úspěšnou léčbu a rehabilitaci.

## Zajímavosti
Klášter byl založen na pozemcích bývalé zahrady apatykáře Augustina, který ji kolem roku 1382 převzal od lékárníka Onofuruse (Onofriuse). Pěstoval v ní rostliny pro výrobu léků, které pak prodával ve své lékárně na Malém náměstí v domě zvaném „U Mouřenínů“.